# 魚玄機
魚幼薇（844年—868年），字蕙蘭，道號玄機，晚唐女詩人，後来出家為道士，長安人。其生性聪慧，有才思，好读书，尤工诗。拜師於當時的大詩人溫庭筠之門下，多與名士結交。
唐懿宗咸通九年（868年），因殺死自己的婢女而被當街處死。其傳記資料散見於晚唐皇甫枚《三水小牘》、宋代孫光憲《北夢瑣言》等書。被后人与李季兰、薛涛、刘采春并誉为唐代四大女诗人。

## 生平
《全唐詩》小傳錄生平為：「有才思，与文学家温庭筠交好。補闕李億納為妻，愛衰，遂從冠帔於咸宜觀。後以笞殺女僮綠翹事，為京兆尹溫璋所戮。今編詩一卷。」
晚唐皇甫枚的傳奇（小說）集《三水小牘》記載魚玄機字「幼薇」，宋孫光憲《北夢瑣言》中則記載為字「蕙蘭」。
根據《唐才子傳》，李億因為夫人對魚玄機的受寵「妒不能容」，遂為李億遣至咸宜觀入道。晚唐道觀因獨立於法外，政治力量無力支配，魚玄機並不是真正在道觀裡研習道教教理。當時某些道士、女冠、和尚、比丘尼，並非純為修行之人，道觀、寺廟甚至成為規避法網及逮捕的場所、暫時棲身之處。魚玄機居於咸宜觀時，多與名士交流，往來酬唱。後来因为情感糾葛，笞殺女婢綠翹，因而被捕下獄，由京兆尹溫璋负责审讯，被判处死刑。于秋后被绑赴长安东市刑场斩首示众，卒年二十八岁，《三水小牘》就曾記載此事。魚玄機的生平，是近年女性文學與社會的研究重要題目之一。
清朝民間出版品中多以「魚元機」出現，以避諱清聖祖玄燁，如黃丕烈提宋刻本《唐女郎鱼玄机诗》、陸昶《歷朝名媛詩詞》。

## 作品
在古籍史料中，找尋不到文人與魚玄機的的交往紀錄，詩集中亦找不到當時文人與其交往的詩作，然恐怕與她犯下殺婢案有關，文人避諱，因而刪去。然魚詩多有題贈某某人之名，讀詩之後，可以想見玄機對受詩者的相思之情。至於寄晚唐的大詞家、詩家溫庭筠（字飛卿）的作品，則顯示兩人亦師亦友的關係。其餘即景敘事，作品種類題材甚繁，除情詩外以山水詩為多，顯示魚玄機曾遊歷各種名勝。詩風情意真切且工於鍊字，對杖工整。宋、明之後，為讀詩者所稱道，目前傳世詩有《唐女郎鱼玄机诗》49首、《文苑英華》1首，共50首；《唐詩紀事》收錄數殘句。

## 著作
- 《唐女郎鱼玄机诗》南宋临安府陈宅书籍铺刻本，曾為清黃丕烈百宋一廛所藏，現藏於中國國家圖書館，收錄詩共49首。
- 《文苑英華》收錄《折楊柳》詩一首。
- 《唐詩紀事》收錄殘句：
  - 「綺陌春望遠，瑤徽春興多。」
  - 「殷勤不得語，紅淚一雙流。」
  - 「焚香登玉壇，端簡禮金闕。」
  - 「雲情自鬱爭同夢，仙貌長芳又勝花。」
  - 「明月照幽隙，清風開短襟。」

## 影視
- 方令正執導的香港電影《唐朝豪放女》，歌頌魚玄機花燦一生，1980年代出品，影評、票房紀錄均不俗。由夏文汐、万梓良主演。
- 香港亞洲電視出品，電視劇《歷代奇女子之魚玄機》(1988年)，王心慰監製，由魏秋樺、潘志文、魯振順主演

## 相关书籍
- 彭志宪、张焱《鱼玄机诗编年译注》，新疆大学出版社。
- 吴蔚《鱼玄机》，中国民主法制出版社。
- 王小波《寻找无双》以鱼玄机故事为典，发挥创作。
- 日本作家森鸥外，著有历史小说《鱼玄机》。

## 外部連結
- 鱼玄机[永久]
- 古籍之美：宋本《唐女郎魚玄機詩》
- 歷朝名媛詩詞﹕十二卷(清陸昶輯)。清乾隆三十八年（1772）紅樹樓刻本
- 《国宝档案》南宋刻本《唐女郎鱼玄机诗集》 （页面存档备份，存于）
- 臨安陳氏書籍鋪刻本
- 御定全唐詩卷八百四 魚玄機 - 中國哲學書電子化計劃
- 文苑英華卷二百八 魚玄機 - 中國哲學書電子化計劃 （页面存档备份，存于）
- 唐詩紀事卷七十八 - Chinese Text Project （页面存档备份，存于）